# Kabinett Finckh II
Das Kabinett Finckh II bildete vom 23. Juni 1925 bis zum 14. November 1930 (geschäftsführend seit 13. Juli 1930) die Landesregierung des Freistaates Oldenburg.
| Amt                                                        | Name                 | Partei    |
| ---------------------------------------------------------- | -------------------- | --------- |
| Ministerpräsident Auswärtiges, Justiz, Kirchen und Schulen | Eugen von Finckh     | parteilos |
| Inneres, Handel und Verkehr                                | Dr. Franz Driver     | Zentrum   |
| Finanzen und Soziale Fürsorge                              | Dr. Bernhard Willers | parteilos |